# Баловненська сільська рада
Ба́ловненська сільська́ ра́да — колишній орган місцевого самоврядування в Новоодеському районі Миколаївської області. Адміністративний центр — село Баловне.

## Загальні відомості
- Населення ради: 2 792 особи (станом на 2001 рік)

## Населені пункти
Сільській раді були підпорядковані населені пункти:
- с. Баловне

## Склад ради
Рада складалася з 20 депутатів та голови.
- Голова ради: Гаркуша Анатолій Миколайович
- Секретар ради: Хонейко Галина Василівна

### Керівний склад попередніх скликань
| Прізвище, ім'я, по батькові  | Основні відомості                                                         | Дата обрання | Дата звільнення |
| ---------------------------- | ------------------------------------------------------------------------- | ------------ | --------------- |
| Гаркуша Анатолій Миколайович | Сільський голова, 1961 року народження, освіта вища, безпартійний         | 26.03.2006   | 31.10.2010      |
| Гаркуша Анатолій Миколайович | Сільський голова, 1961 року народження, освіта вища, член Партії регіонів | 31.10.2010   |                 |

Примітка: таблиця складена за даними сайту Верховної Ради України

## Населення
Згідно з переписом УРСР 1989 року чисельність наявного населення сільської ради становила 2607 осіб, з яких 1197 чоловіків та 1410 жінок.
За переписом населення України 2001 року в сільській раді мешкало 2796 осіб.

### Мова
Розподіл населення за рідною мовою за даними перепису 2001 року:
| Мова       | Відсоток |
| ---------- | -------- |
| українська | 89,65 %  |
| російська  | 8,99 %   |
| молдовська | 0,72 %   |
| вірменська | 0,39 %   |
| білоруська | 0,18 %   |